# Рада Бојовић
Рада Бојовић (Лопиже, код Сјенице, 1822 — Београд, 1904), мајка војводе Петра Бојовића.
Још као дете спознала је значај отпора према туђинској власти. Тежак живот бременит неправдама у њој је веома рано развио националну свест и отпор према слуганству. Несрећан положај, међутим, заменила је одлучном борбом за променама. Са харизмом лидера и непристајањем на наметнути потлачен и експлоататорски начин живота, охрабривала је своје потомство на образовање и одлазак из села. Васпитани на горућим проблемима породице и државе, потомци Бојовића добили су снажан мотив избављења и односили су се са једнако поштовања како према оној која их је родила, тако и према мајци Србији. Вредна и оштроумна, успела је да у другој половини 19.века школује официре, свештенике и професорку. Баш као у њеним најлепшим сновима - са сазревањем њене деце, осамостаљивала се и јачала Србија.

## Детињство и удаја
Родитељи су јој били вредни и поштовани људи. Њен отац Бојо Ајдачић се бавио сточарством и земљорадњом, а био је вичан и столарском занату. Храбра мајка Јевра Пешић, из Колашинске нахије, је заједно са својом браћом Перком и Добријом, бранила своје имање од Турака, али и од комшија. У једном таквом сукобу је настрадала, а после годину дана боловања, умрла у Албанији, где је била на лечењу. Рада је тада имала 11 година.
| „ | И тада је у мени убијена она срећна ђетиња безбрига. Од како ми је умрла мајка, ја ђетињство нисам имала. | ” |

У тешким условима планинског живота, преузела је на себе све кућне послове, напорне пољске радове, као и бригу о млађима. Удала се кад је имала 15 година за Перуту из Мишевића (Нова Варош), у чувену кућу Ђека Бојовића, чији је старији син Саво средином 19. века био кнез Сјеничке нахије и истицао се као заштитник српског народа. Младенци се нису познавали. За њу, емотивно везану за своје огњиште, у којем су деца остала без мајке, ступање у брачну заједницу и одлазак у другу кућу, био је догађај којег се нерадо сећала:
| „ | Стара глупост није дала да девојка одрасте и да сама иде у свој нови дом. Гурнули би је још дететом у туђу кућу, где јој је све било непознато. Тако су и мене, без моје воље и жеље, удали. Обичај је био такав. Просио ме је ђевер Саво, кнез Сјеничке нахије, за свог брата Перуту. Тужна и претужна је била моја удаја. Никога у новом дому нисам познавала осим ђевера Саве. Збуњена, уморна, жалосна, нисам видела ништа. Тек сутрадан видела сам шта се дешава. Од укућана, први који ми је изгледао добар, био је свекар Ђека. Осећала сам, да ће ми он заменити оца. Затекла сам још свекрву Синђу, јетрву с двоје ђеце и заову. Младожењу нисам видела док се нисмо венчали, а то је било тек трећег дана. Венчали су нас у кући. | ” |

## Породица Бојовић у Мишевићима
Родоначелник породице Бојовић био је Бојо Ђуров из црногорског племена Васојевића. Живели су у селу Лопате код Лијеве Ријеке, а потом у Трешњеву, одакле 1737. године одлазе у Првошевину (село Бојовићa између Берана и Андријевице). Убрзо су напустили своја огњишта због неуспелог племенског устанка против турске власти и крвне освете. Један део породице отишао је у Хас (Метохија), а други су кренули пут Старог Влаха. Потомци војводе Бојовића су се населили у село Мишевићи на обронцима Златара. У нову средину дошли су честити и вредни радници, храбри и солидарни са својим народом. Затекле су их, такође, веома тешке феудалне прилике. Перута Бојовић (1816−1891) је са својим оцем и браћом живео од рада на земљи. Био је чувен по принципијелности, поштеном и вредном раду.
Бојовићи су животни век провели у временима великих ратних сукоба, буна и устанака, у тешким материјалним условима за живот и школовање, у политичким превирањима земље, како у ратном, тако и у послератном периоду. Побуне српског народа против турске власти на крају 16. и кроз цео 17. и 18. век, завршавале су се, углавном, поразом и суровим осветама над хришћанским становништвом. Током 19. века народ у Рашкој области је био изразито сиромашан и у заосталости. Након Карађорђевог устанка, Хатишерифима из 1830. и Хатишерифом из 1833. године, граница између турске власти и Кнежевине Србије била је река Увац и планине Јавор и Голија. Мишевићи, завичај Бојовића, су остали под турском влашћу. Народ је после сваке буне трпео одмазду, застрашивање и погубљења. Истовремено, повећан им је феудални намет. Осиромашени сељак плаћао је разне порезе, аге су узимале трећину произведеног, а држава осмину. Многе породице доведене су до потпуне пропасти.

## Потомци
Ту на пропланцима шумовитог Златара рађали су се и одрастали будући велики и храбри синови Раде и Перуте Бојовића. Било их је шесторо: Илија, Јован, Јеврем, Лука, Петар и Милена. Највеће жеље њихове мајке биле су да јој се деца школују и да се Србија ослободи турске власти. Мишевиће напуштају 1867.године и прелазе у ивањичко село Радаљево (Кнежевина Србија). О том догађају Рада приповеда овако:
| „ | Тежак и чемеран је оно био живот. Зато смо се трудили ми, родитељи ваши, да вас избавимо и у срећнији живот уведемо. Тежину ропства сам силно осјећала од свог постања, али мјера је била превршена кад Турци отроваше јадног Сава, стрица вам, Бог му дао царство небеско! Од тога доба, ходила, радила, дању, ноћу увјек ми је било: морам ђецу спасити испод некрста, морам их склонити у Србију! Неки глас у дубини душе ми је говорио: велика је сила и моћ у Бога – он ће ти помоћи! Једина жеља мојега живота била је да их истргнем испод турске власти. На годину дана прије него ће погинути кнез Михаило (1868), решимо и пођосмо у Србију, у четвртак по Ђурђевдану. Био је пазарни дан на Јавору. У Буковику нас је дочекао добар Србин Славко Радојевић. У Србији нас је прво примио рођак Вучић Бојовић на његово имање на Голији, да се склонимо за оно прво вријеме. | ” |

Те године најстарији син Илија већ је био ожењен. У Радаљеву је добио своју парохију. А најмлађа Милена је имала само шест месеци. Остали синови су били ђаци. Великм трудом и одрицањем, успела је да у другој половини 19.века, од шесторо деце, петоро доведе до високог образовања.
Илија Бојовић (1841−1878), свештеник, је Богословију завршио 1861.године у Београду. У Новој Вароши је радио као учитељ 1863. године, а онда је премештен у Лопиже, где је предавао својој млађој браћи Јеврему и Луки. У Лопижама се и оженио из веома угледне породице. Он и његова супруга Борика су имали три сина: Милуна, Милоша и Николу. По преласку у Кнежевину Србију наставио је да се бави учитељским послом, а касније постао свештеник у Радаљеву. Умро је у 37 години и сахрањен на гробљу у Радаљеву.
Јован Бојовић (1846−1911) једини није стекао високо образовање. Бавио се земљорадњом и из Радељева прешао са родитељима и породицом у Горњу Коњушу. Са супругом Петријом имао је пет синова и једну кћер: Љубомир (1885−1944), правник, био конзул у Минхену; Драгољуб (1886−1955), економиста, банкар; Ђорђе (1887−1973), шумар; Сава (1890−1923), шумар; Миле (1894−1972), агроном; Ана (1882−1937), попадија. Умро је 1911. године и сахрањен у Горњој Коњуши.
Јефрем Бојовић (1851−1933) је завршио гимназију, а затим и Богословију у Београду. Теолошке студије је наставио на Московској духовној академији, где је дипломирао 1879.године као магистар Богословије, а затим 25 година радио као професор београдске Богословије. Учествовао је у рату 1876/78.године, као и у Првом светском рату. Замонашио се у манастиру Раковица 1920. године. Кратко је био епископ шабачки, а после тога од 4. новембра 1920−1933. године епископ жичке епархије. Пензионисан је 1911. године. Умро је у Чачку, а сахрањен у манастиру Студеница.
Лука Бојовић (1856−1929) је био официр. Артиљеријску школу је завршио у чину потпоручника. Учесник је у српско-турским ратовима 1876−1878. и Првог балканског рата, у чину артиљеријског потпуковника. Он и његова супруга Мирослава нису имали потомство. После рата био је управник барутане „Обилићево“ у Крушевцу. Пензионисан је у чину пуковника. Сахрањен је на Новом гробљу у Београду.
Војвода Петар Бојовић (1858−1945) је истакнути српски војсковођа. Завршио је Војну академију у Београду, као први у рангу међу питомцима 12.класе. Учесник је шест ослободилачких ратова Србије на крају 19. и почетком 20. века. Његову војничку каријеру карактерише мудра војна стратегија, исказана лична храброст, одлучност и патриотизам. Носилац је највиших војних одликовања у земљи и тринаест иностраних. Током Првог светског рата, у којем је био командант Прве армије, са којом је извршио пробој Солунског фронта, добио је чин војводе 13. септембра 1918. године. Био је ожењен Милевом Јовановић из Крагујевца. Имали су шесторо деце: Војислава, Божидара, Јелицу, Доброслава, Раду и Радослава. После Првог светског рата је био командант Прве армијске области и начелник Главног генералштаба Југословенске војске. Пензиносан је 1921. године. Његов једини унук био је Владимир Мајсторовић (1922−1981), син ћерке Јелице. Војвода Бојовић је умро у Београду и сахрањен је без војних и државних почасти у породичној гробници на Новом гробљу.
Милена Бојовић (1867−1943), професор, је основну школу завршила у Ивањици, а затим и Вишу женску школу у Београду (1885/86.године), са чијим оснивањем 1863.године започиње средњошколско образовање женске деце у Србији и која је основана на предлог Михаила Обреновића. Прва управница школе је била позната Катарина Миловук. За време школовања, као најбоља ученица, од краљице Наталије је добила књигу „Марија Антоанета“. Након завршеног школовања, запослила се у истој школи као помоћница 1887/88, а после три године као класна учитељица, односно од 1901. године, Реформом школства и њеним личним интересовањем и залагањем, радила је и у истој школи као веома цењен професор Српске историје све до пензионисања 1910. године. Милена се није удавала. Живела је повучено, посвећена својој браћи и њиховим породицама. После смрти брата владике Јефрема 1933. године, живела је са Јовановом породицом у Горњој Коњуши, где је након упокојења сахрањена поред оца и брата.

## Горња Коњуша код Прокупља
Од 1883.године део породице Бојовић је живео у прокупачком селу Горња Коњуша, где је Перута купио кућу и са сином Јованом се бавио земљорадњом. Илијини потомци и данас чувају звоно, изливено у Војно-техничком заводу у Крагујевцу 1894.године, које је Рада Бојовић поклонила сеоској цркви Св.Тројице, са посветом: „У спомен мом мужу Перути и за здравље моје деце.“

## Последње године
Забринута и уморна сеоска домаћице постала је успешна мајка, која у старости носи градску ношњу и која је научила да чита.
| „ | Пред крај свог живота научила сам да читам. Научио ме мој син Петар. Написао ми азбуку и почне ми приказивати. Тако ја, мало по мало, научим да читам. Највише сам читала Јеванђеље. Нека Вуку Караџићу Бог да царство небеско кад је Јеванђеље превео на наш језик. | ” |

Последње године живота провела је у Београду, где је живела са Миленом и Јевремом. Разболела се пред Ускрс 1899.године. Последњег дана живота посетио ју је један свештеник из завичаја, по коме је цркви у Радијевићима послала крст са којим се свакодневно молила. Умрла је 1.априла 1904.године, после пет година боловања. У последњим тренуцима поред ње је била њена ћерка Милена. Сахрањена је у породичној гробници на Новом гробљу у Београду.
| „ | И спремих те, наместих те и гледах те у ђурђевској зори, у тишини и лепоти некој и питах тебе и себе: где је сада душа, дивна, велика душа наше Нане? | ” |

Рукопис "Успомене на нашу Нану" Милена Бојовић је писала као топлу, интимну исповест о својој мајци и другим члановима породице у периоду од 1904. до 1933.године. Он се данас као културно добро чува у Архиву САНУ.